# La Fuite de monsieur McKinley
Pour plus de détails, voir Fiche technique et Distribution.
La Fuite de monsieur McKinley (Бегство мистера Мак-Кинли, Begstvo mistera Mak-Kinli) est un film soviétique réalisé par Mikhaïl Schweitzer et sorti en 1975,.

## Synopsis
Un scientifique invente le gaz colloïque qui permet à une personne d'hiberner des centaines d'années et plus, et de se réveiller dans un état physique presque identique à celui dans lequel elle s'est endormie.
Le gaz colloïdal est immédiatement utilisé à des fins commerciales par Sam Boulder, qui crée un système de récupération, un système de stockage secret, situé dans les profondeurs de la terre et bien équipé, destiné aux personnes désireuses de se rendre au futur, qu'elles fuient une maladie incurable, l'ennui, la menace du conflit nucléaire ou, tout simplement, le plaisir de « vivre éternellement ».
Le jeune homme McKinley est de petite taille, employé dans une agence de publicité. Il affectionne beaucoup les enfants, pourtant son rêve est entravé par un complexe d'infériorité se traduisant par la peur de la mort nucléaire et la crainte d'une catastrophe mondiale. McKinley cherche à s'échapper du monde extérieur et de lui-même..
Arrivé à la conférence de presse de la SBS, qui crée et entretient un réseau de salvatoires, McKinley éveille la curiosité de l'un des dirigeants de cette entreprise et reçoit une invitation à visiter l'un des récupérants pour se familiariser avec son travail. Fasciné par la technologie spectaculaire des récupérants, M. McKinley ne peut alors plus rêver que de pénétrer dans le récupérateur et de fuir vers le futur. Il est même capable de commettre un délit pour cela.
Il tente à plusieurs reprises de s'enrichir pour acheter un billet d'entrée à un récupérateur, mais c'est toujours raté. En effet, au dernier moment, McKinley trouve un billet de loto gagnant, duquel découle la quantité nécessaire à son achat.
Son rêve devient réalité : il dort pendant 250 ans pour se réveiller plus tard, propre, rasé et blanchi, et être prêt à partir dans le nouveau monde. Il n'accorde pas suffisamment d'attention au caractère insolite des employés de la SBS, détestables et méprisants, qui s'acquittent de leurs tâches en suivant strictement les instructions. Un ascenseur conduit McKinley à la surface de la Terre, mais un monde brûlé par des guerres sans fins se dérobe à lui après un jardin fleuri.
Mais tout cela s’avère être seulement un rêve. McKinley n'a pas quitté son époque, et il agit comme il n'a jamais fait pour soigner et guérir ses complexes.

## Fiche technique
- Titre original : Бегство мистера Мак-Кинли (Begstvo mistera Mak-Kinli)
- Titre français : La Fuite de M. McKinley
- Réalisation : Mikhail Schweitzer
- Scénario : Leonid Leonov
- Décors : Levan Chengelia, Ganna Ganevskaia
- Photographie : Dilchjat Fakhtulin
- Montage : Klavdia Aleieva
- Musique : Isaak Schwarz
- Pays :  Union soviétique
- Langue : russe
- Date de sortie : 1975

## Distribution
- Donatas Banionis : M. Mak-Kinli
- Zinovi Gerdt : M. Mak-Kinli (voix)
- Zhanna Bolotova : Miss Bettl
- Angelina Stepanova (en) : Missis Shamuey
- Boris Babotchkine : Sem Boulder
- Alla Demidova : Potaskushka
- Vladimir Vyssotski : Bill Siger
- Aleksandr Vokach (ru) : Barens
- Olga Barnet : Ketti Benson
- Sofya Garrel : Mme Kokilon
- Tamara Gertel : la sténographiste
- Igor Kashintsev : Perkins
- Yuri Komarov : le docteur Frensis Lippinstok
- Leonid Kouravliov : M. Droot
- Igor Kvacha : le réalisateur de la SB-Salvatory
- Tatyana Lavrova : Mme Perkins
- Aleksey Safonov : Svyashchennik
- Nadezhda Samsonova : Florens Skott
- Viktor Semyonov : Priyatel pevtsa
- Viktor Sergachyov : Zhak-Pol Kokilon
- Mikhail Sidorkin : Shef
- Nikolay Volkov : le sénateur
- Antal Farkas (it)
- Ferencz László (hu)
- Konstantin Gradopolov
- László Helyey
- German Kachin
- Vladimir Kenigson
- Natalya Leble
- Lev Polyakov
- Georgiy Shakhet
- Vladimir Smirnov
- Katalin Takács
- Yuriy Volyntsev
- Gennadiy Yalovich

et non crédités
- Aleksandr Barushnoy : Gost firmi
- Evgeniy Danchevskiy : Reporter
- Rasmi Dzhabrailov :
- Aleksandr Fadeyev : Sekretar
- Andreï Faït : Ucheniy
- Roman Fertman : Gospodin v senate
- Inna Goulaïa : Sekretar
- Yevgeny Gurov : Gospodin na simpozuime
- Ervin Knausmyuller : Gost firmi
- Emiliya Milton : Monakhinya na press-konferentsii
- Leonid Nedovich : Voenniy simpozuime
- Georgiy Rumyantsev : Slushatel
- Semyon Safonov : Monakh
- Serafim Strelkov : Slushatel
- Cheslav Sushkevich : Nishchiy
- Aleksey Vanin : Gospodin v senate
- Vladimir Vanyshev : Gospodin v senate
- Georgy Vsevolodov : Ekskursant
- Vladimir Vyazovik : Sekretar
- Yan Yanakiyev : Zhurnalist
- Zana Zanoni : Dama na simpoziume
- Larisa Zhukovskaya : Monakhinya na press-konferentsii
- Aleksandr Zvenigorsky : gospodin, soprovozhdayushchiy Mak Kinli